# Kujō Tsunenori
Kujō Tsunenori (九条 経教) (1331 - 13 juin 1400), fils du régent Kujō Michinori, est un noble de cour (kugyō) de l'époque de Muromachi (1336–1573). Il exerce la fonction de régent kampaku de 1358 à 1361. Il épouse une fille de Sanjō Sanetada et le couple a plusieurs enfants dont Kujō Tadamoto, Noritsugu (教嗣) (？-1404) et Kujō Mitsuie.

## Source de la traduction
- (en) Cet article est partiellement ou en totalité issu de l’article de Wikipédia en anglais intitulé « Kujō Tsunenori » (voir la liste des auteurs).